# Arimaspos
Arimaspos (también llamados arimaspi; griego antiguo: Αριμασπός, Αριμασποί) es el nombre de un pueblo legendario del extremo norte de Europa. Se los describía como gentes con un solo ojo que habitaban los extremos septentrionales de Escitia, en las laderas de los montes Ripeos, identificados con los Cárpatos o los Urales. Parece que eran uno de los pueblos de los hiperbóreos.
«Las primeras en llevarte las primicias desde el país de los rubios Arimaspos fueron Upis, y Loxo, y la feliz Hecaerge, hijas de Bóreas, y también unos varones, lo más granado de la juventud Hiperbórea. Ninguno de ellos regresó a su casa, pero fueron dichosos y consiguieron gloria y renombre. Las muchachas Delíades, en efecto, cuando el armonioso himeneo hace temblar su alma, ofrecen la juvenil cabellera a aquellas vírgenes, sus coetáneas, y los muchachos ofrecen como primicia a aquellos jóvenes la primera cosecha de bozo en sus mejillas».

## Etimología

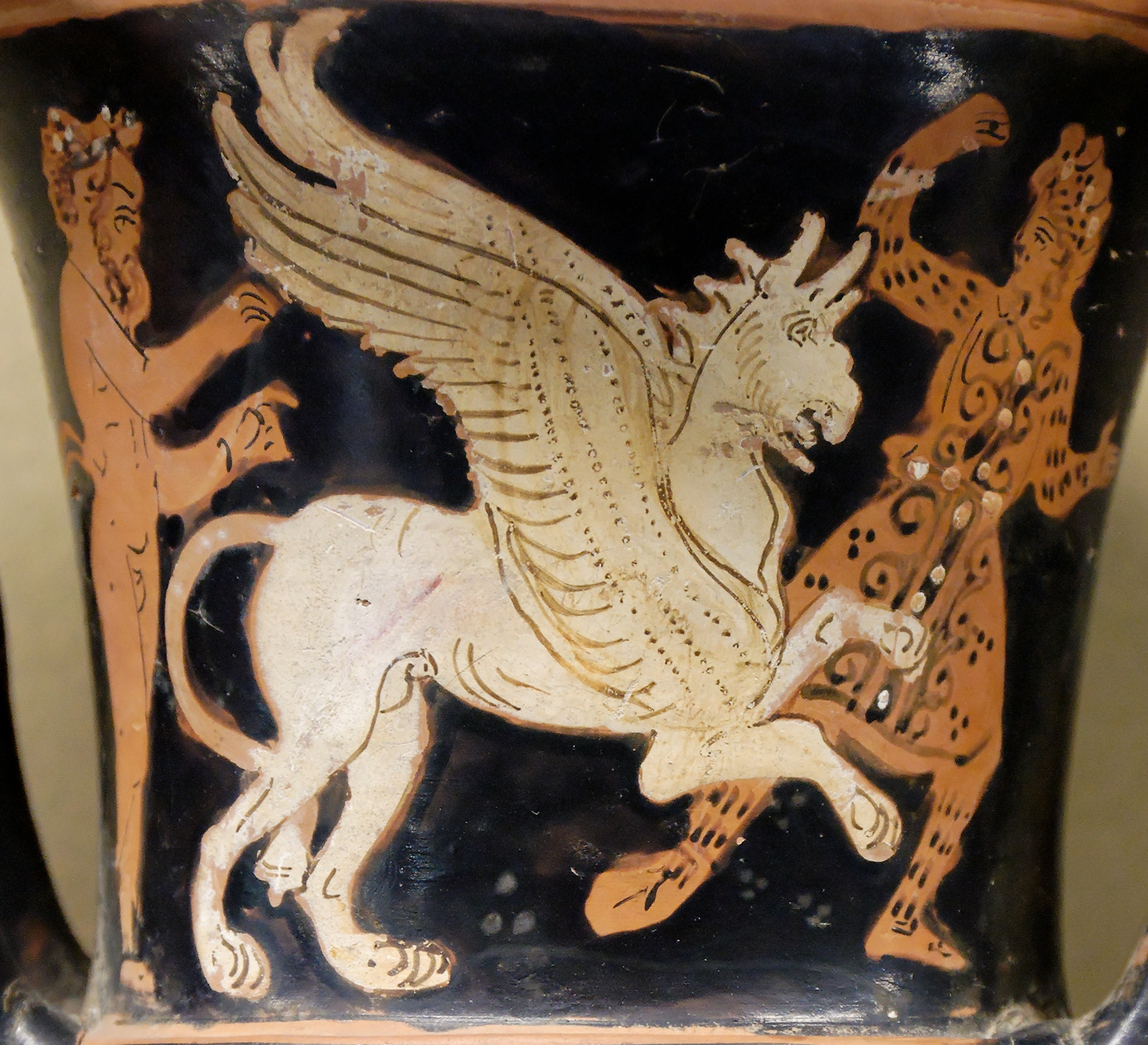
Un sátiro, un grifo y un arimaspo.

Heródoto  deriva el nombre de las palabras escitas arima "uno" y spu "ojo". Según Neumann, el nombre arimaspos podría provenir del mongol,  "habitante de la montaña". Wilhelm Tomaschek lo relacionó con el iranio y el nombre propio Arimaspo, que supuestamente significaría "dueño de caballos salvajes" de aspa, "caballo" y arima "desierto".

## Descripción y ubicación
Todos los relatos sobre los arimaspos coinciden en remarcar su lejanía, la particularidad de poseer un único ojo y su lucha permanente contra los grifos que guardaban el oro del lejano norte. La mención más antigua que se conserva es un breve excurso de Heródoto, quien los toma de la Arismapea, obra perdida del poeta Aristeas de Proconeso: 
«Asimismo, es indudable que en el norte de Europa es donde hay una mayor abundancia de oro. Ahora bien, tampoco puedo precisar a ciencia cierta cómo se consigue, únicamente que, según cuentan, los arimaspos, unos individuos que sólo tienen un ojo, se apoderan de él, robándoselo a los grifos. Sin embargo, tampoco me creo eso de que haya hombres con un ojo que tengan el resto del cuerpo igual al de los demás seres humanos. En cualquier caso, parece ser que las zonas más remotas del mundo, que circundan el resto de la tierra y delimitan su extensión, poseen fundamentalmente los productos que a nosotros se nos antojan más preciosos y más raros».
Esquilo en su Prometeo encadenado los menciona como: "... los jinetes arimaspos de un solo ojo, quienes habitan las riberas del río Plutón que arrastra el oro". El poeta Calímaco de Cos, en el siglo III a. C., los describe como rubios y Pausanias indica que vivían más allá de los isedones.
«Estos grifos dice Aristeas de Proconeso en sus versos que lucharon por el oro con los arimaspos de más allá de los isedones;  y que el oro que guardan los grifos nace de la tierra. Los arimaspos son todos hombres de un solo ojo desde su nacimiento, y los grifos unos animales parecidos a leones con alas y pico de águila».
Plinio, el viejo indica que su morada eran las tierras del viento Aquilón, cerca de una caverna llamada Gesclithron, es decir; el Gozne de la Puerta de la Tierra.
«Y a continuación de aquellos que están situados al norte, no lejos del sitio mismo donde se levanta el aquilón, y de la cueva que toma nombre de éste, en el lugar que llaman Ges Clitron, se cuenta que están los arimaspos, de los que ya he hablado, caracterizados por tener un solo ojo en medio de la frente, y que están continuamente en guerra por las minas con los grifos».
Y después:
«Después de Tafras, por el interior de tierra firme, están los auquetas, en cuyo país nace el Hípanis, los neuros, país en el que nace el Borístenes, los gelonos, tiságetas, budinos, basílidas y agatirsos de cabello coloreado; por encima de ellos los nómadas, después los antropófagos; a partir del Buces, por encima de la laguna Meótide, habitan los saurómatas y los esédones. Por otra parte, por la costa hasta el Tanais están los meotas, de los que recibe su nombre la laguna y, por último, a la espalda de éstos, los arimaspos».

## Relación con otros mitos
Se ha supuesto que los arismaspos pueden ser idénticos a los arimos mencionados por Homero y Hesíodo. En efecto, en la Ilíada se habla de la "tierra de los arimos donde yace Tifeo" y en la Teogonía se cuenta que Equidna habita una cueva del país de los arimos.
El relato herodoteo de la lucha entre arimaspos y grifos guarda similitudes con el del Homero sobre el combate entre los pigmeos y las grullas. Cheremisin y Zaporozhchenko encuentran paralelos de esta leyenda en la mitología germánica (Odín y la hidromiel de la poesía, el águila que roba las manzanas doradas de la eterna juventud) y creen que ambas reflejan una creencia proto-indoeuropea sobre los monstruos que custodian la entrada al otro mundo.

## Identificación
Tadeusz Sulimirski sostuvo que los arimaspos eran una tribu sármata originaria del valle superior del  Irtish, mientras que Dmitry Machinsky los asociaba con un grupo de figuras ajna de tres ojos halladas en la Depresión de Minusinsk, tradicionalmente atribuidas a la cultura Afanasevo del sur de Siberia.
También se ha sugerido que los grifos han sido deducidos de los hallazgos de fósiles de Protoceratops.